# Верица Баторевић Божовић
Верица Баторевић Божовић (Лесковац, 17. март 1947- Лесковац, 30. децембар 2022) је била прва жена директор и главни и одговорни уредник недељника "Наша реч", главни уредник листа за књижевност, уметност и културу "Помак", прва жена главни и одговорни уредник часописа "Нашег стварање" и прва председница Удружења писаца општине Лесковац.

## Биографија
Дипломирала је права у Београду, али се професионално определила за новинарство, публицистику и писање. У новинарству је била од 1971. године. Године 1986. добила је награду за новинарство "Алекса Маркишић", а 2007. године је постала први новинар који је од Јабланичког управног округа добио награду за животно дело у новинарству. Исте године је отишла у пензију.
Била је професор новинарства у лесковачкој гимназији и редактор часописа лесковачких гимназијалаца "Ми". Уз посао у "Нашој речи" где је написала на хиљаде текстова из свих области друштвеног живота, од  од политике до културе. Била је дописник Експрес политике, Комуниста, Телевизије Србије, Света, стални сарадник Радио Лесковца, а објављивала је и у Помаку, Нашем стварању, часопису Ми, лесковачком листу Ђачке новине, Вршачком зборнику, Зборнику радова лесковачких писаца (1998).
Књигу записа о људима "Живот пише романе" објавила је 2001. године поводом тридесетогодишњице рада у новинарству. Другу књигу "Путописи" издала је 2004. године, а 2009. године и збирку песама "Трагови опстајања у времену".
Добитник је више признања, међу којима је и Октобарске награде Лесковца, Златне значке ССРН Србије и Плакете Јабланичког управног округа за допринос развоја културе.
Била је члан Удружења писаца општине Лесковац и Удружења новинара Србије и Југославије.
Сахрањена је на Шпитаљском гробљу у Лесковцу.